# 栗田伸一
栗田 伸一（くりた しんいち、1959年4月10日 - 2004年6月26日）は、滋賀県栗太郡栗東町（現・栗東市）出身の騎手、調教助手。実父は騎手、調教師の栗田勝。母方の祖父は調教師の武田文吾。

## 来歴
音無秀孝・安達昭夫・田中剛・菅沼輝正と同期で、名伯楽武田文吾の孫、名騎手栗田勝の息子とあってデビュー時から注目を集める。伸一は中学の最終学年になった頃、勝に「体も小さいし、一つ自分もやってみよう」かと相談すると、勝は特に賛成も反対もしない代わりに「ただやるつもりであればきちんとやれ」といった意味のことを言ったため、伸一の進路は決まった。1979年3月3日の阪神第1競走アラブ系4歳以上オープンを、1977年最優秀アラブ馬に選ばれた伊藤修司厩舎のミサキシンボルで初騎乗初勝利。外々を回ってあっさりと抜け出し、関係者の期待に見事に応えた。レースを終えて検量室に引き上げてきた時の伸一は殊更はしゃいでいる風もなく、少々はにかんだ笑みを浮かべていただけで、奇妙なほど冷静な新人であった。続く2レース目の第12競走5歳以上300万下も祖父である武田文吾厩舎のエビスシャークで勝利して、いきなり2連勝というデビューを果たす。デビュー日に2勝を挙げたのは史上初で、その後は福永祐一（1996年）、松山弘平（2009年）、小沢大仁（2021年）、角田大河（2022年）が達成している。特に福永は、祖父武田一門の名騎手・福永洋一の息子として鳴り物入りのデビューを果たし、よく比較された。4月に1度、5月には2度も京都で1日2勝を記録。5月20日の阪神第11競走5歳以上オープンではバンブトンコートに騎乗して勝利するなど、通算22勝で安達との新人賞争いを制し、中央競馬関西放送記者クラブ賞を獲得した。デビューから半年ほど経た頃に取材のインタビュアーから「新人とは思えない好成績だ」と讃えられて「親の威光であることは重々承知しています」と自分から口にしたこともあったが、減点対象となるラフプレーの数も戒告7回、注意5回と新人離れしていた。
初騎乗から1年も経たない2年目の1980年1月16日、父・勝が若くして病死した事で後ろ楯の大きな一角を失ってしまう。その後は祖父の武田文吾厩舎に移籍し、3年目の1981年には同厩のサンシードールでサンケイ大阪杯に優勝して重賞初勝利を収めた。このレースではカツアール・メジロファントム・ノースガスト・カツラノハイセイコ・グレートタイタンら強豪を抑えての逃げ切り勝ちで、枠連5140円の高配当になった。結局、重賞はこの1勝のみに終わった。天皇賞（春）でも淡々と逃げて直線入口でも先頭の見せ場を作って7着であったが、実況していた杉本清（当時・関西テレビアナウンサー）は2コーナーで「騎手は栗田伸一。『伸一よ、ゆっくり』という亡き栗田調教師の声が聴こえてきそうです。」と伝えている。この年に記録した年間25勝はキャリアハイとなった。1982年には叔父（母の弟）である武田博厩舎が管理するタイテエム産駒のユーセコクインとのコンビで牝馬クラシック戦線に挑み、桜花賞では21頭中19番人気でリーゼングロスの3着、優駿牝馬ではシャダイアイバーの3着と健闘。1983年からはフリーとなるが、1985年には再び武田文吾厩舎に所属。
1986年に祖父の死により武田博厩舎に移籍し、デビューから1987年まで9年連続2桁勝利を記録。1988年は3勝に終わるが、1989年には14勝と盛り返し、勝の弟弟子であった安田伊佐夫厩舎のホワイトフォンテン産駒イチヨシマサルで朝日チャレンジカップ3着・京都大賞典4着に入る。1990年11勝、1992年にマークした11勝が最後の2桁勝利となった。父同様体重の増加による減量にも苦しめられ、特別に軽量に作った鞍を使用するなど苦労していたが、成績不振は如何ともしがたかった。30代になっても中京のパドックで「こらアっ、栗田!しっかりせんかい!」「こらぁ、お前の親父は栗田勝やぞぉ!それなのになんや、お前の情けないざまは」と怒鳴られたほか、別の時には「おじいちゃんは武田文吾やぞお!」と野次を飛ばす者もいた。1996年8月31日の小倉第8競走4歳以上500万下・メイショウガイアを最後に勝利から遠ざかり、1997年と1998年は2年連続0勝に終わるが、特に1998年は騎乗が年間で1鞍のみに終わる。1997年には10月の福島で落馬骨折し、1998年4月12日の阪神第1競走4歳未出走・プライズロバリー（9頭中8着）で復帰するも、直後の調教中に負傷するなど不運が続いた。1999年5月29日の中京第1競走4歳未勝利・メイショウシップウで2年9ヶ月ぶりの勝利を挙げ、2000年には再びフリーとなった。同年9月24日の札幌第7競走4歳以上500万下・フォーカルスターが最後の勝利となり、12月16日の中京第2競走3歳新馬・トーブマイニング（14頭中12着）を最後に騎乗が無くなった。2001年12月20日付で引退。
引退後は橋本壽正厩舎で調教助手を務めていたが、2004年6月26日9時16分、病気のため滋賀県立成人病センターで死去した。45歳没。

## 騎手通算成績
| 通算成績 | 1着 | 2着 | 3着 | 4着以下 | 騎乗回数 | 勝率 | 連対率 |
| -------- | --- | --- | --- | ------- | -------- | ---- | ------ |
| 平地     | 216 | 218 | 214 | 2394    | 3042     | .071 | .139   |

### 主な騎乗馬
※太字はGIレース。
- サンシードール（1981年サンケイ大阪杯）
- ユーセコクイン（1982年桜花賞・優駿牝馬3着、4歳牝馬特別 (東)2着）
- イチヨシマサル（1989年朝日チャレンジカップ3着）
- タケイチラッキー（1994年セイユウ記念2着）

その他
- キーミノブ
- バンブトンコート
- ライフタテヤマ

## エピソード
- 武田文吾厩舎の名馬シンザンの名前の由来は諸説あるが、伸一は武田の妻、すなわち伸一の祖母が初孫である伸一の「伸」を取って名付けたと語っていた[10]。
- 父・勝の生涯を取材していた元専門紙記者の小山美千代は伸一について、「大変記憶力の良い人で、それもヒット曲だのテレビドラマだのといった話題ではなく、昔むかしの豆腐一丁の価格とか、商店街の店舗の並び具合とか、子供の耳に入る大人たちの会話とか、面白いなと思わせることをよく覚えている、話のセンスに長けた、実に楽しい、ちょっと変わった人だった。」と振り返っている[11]。
- 現役時は騎手生活の傍ら、栗東トレセンすぐそばで呑み仲間の集会所のような酒処を経営[12]。店名は「ああいえ Bar 交遊」で、プレハブ仕様の建物[12]の入口には暖簾まで掛かっており、店内はカウンターのみの7、8席であった[13]。一席ごとに扇型の盆がのべてあり、箸置きもセットされ[14]、厨房には業務用冷蔵庫もあった[15]。玄人はだしといわれる包丁捌きで[3]、メニューはなくその日作ったものを出していたが[15]、ない代わりに毎晩作った突き出しをノートに書き留めた。父を取材していた小山が来店した日には、ゼンマイの煮付けや砂肝の煮込みを振る舞った[14]。
- 競馬ブック編集委員の村上和巳は伸一について、「他人を弾き飛ばしてでもレースに勝とうとするわけでなく、口達者に営業して騎乗馬を集めたりすることもない。ただ乗れる馬にマイペースで乗るだけだった約22年9カ月の騎手生活。取材を通じて知った飾ることのないその人間性にはずっと親しみを覚えていた。」と振り返っている[3]。
- 村上が中年になってある決心をして長髪にした時期があり、束ねた髪が背中まで伸びた頃に伸一は「なんでそんなに髪伸ばしたん?もうええ歳やのに」と質問をぶつけてきた[3]。競馬サークルは封建的な体質があり、体育会系的な部分も少なくない環境で、中年の現場記者が長髪になったことに興味を抱いた伸一であったが[3]、数年後に伸一も束ねた髪が腰まで届くようになる。その様子を見た村上は「なんでそんなに髪伸ばした?もう若くもないのに」と当然のように質問をぶつけると、伸一は「まあ、村上さんとは少々理由がちゃうけどな。型にはまらず自分の意思でやりたいことをやるんも、時として必要やろという気持ちもあって‥‥。伸ばす前にイメージしてたよりも似合ってるんやないかと思うんやけど。どうやろ?」と返した[3]。